# Spójnia Rzeszów (hokej na lodzie)
Spójnia Rzeszów – sekcja hokeja na lodzie Zrzeszenia Sportowego ZKS „Spójnia” z siedzibą w Rzeszowie. Sekcja została rozwiązana.

## Historia
Pierwotnie klub nosił nazwę Sokół Rzeszów, zaś po przyjętej w 1949 reorganizacji kultury fizycznej w wyniku uchwały Biura Politycznego KC PZPR z września 1949 został przemianowany na Spójnia Rzeszów w związku z nomenklaturą pochodzącą od związków branżowych. Spójnia Rzeszów była pierwszym rzeszowskim klubem sportowym, który zorganizował sekcję hokeja na lodzie po II wojnie światowej. Przed sezonem 1949/1950 hokeiści Spójni przygotowywali się do sezonu w rozgrywkach ligi okręgowej krakowskiej. Mimo tego drużyna nie przystąpiła do turnieju finałowego na początku lutego 1950 w Przemyślu, którego stawką było mistrzostwo grupy wschodniej klasy A w ramach okręgu krakowskiego.
W latach 50. drużyna brała udział w rozgrywkach ligi okręgowej rzeszowskiej. Spójnia grała w sezonie 1950/1951. W trakcie sezonu zawodnicy rzeszowskiej i jarosławskiej Spójni w jednej ekipie reprezentującej województwo rzeszowskie uczestniczyli w dniach 19-21 stycznia 1951 w Nowym Targu w mistrzostwach zrzeszenia sportowego „Spójnia” (przegrali tam z ekipą z Kielc 2:11), stanowiącymi przeprawę przed zimowymi Mistrzostwami Polski Zrzeszeń Sportowych 18-25 lutego 1951 w Zakopanem. W tym czasie w składzie Spójni byli: Mikusiński (bramkarz), Stanisław Dyżewski, Bomba (obrona), Ulm, Szreder, Zwierzyński (I atak), Wójcik, Kotelnicki, Kotowicz (II atak). W tym czasie treningi prowadził Emil Kotelnicki, a gospodarzem klubowym był Tomasz Pańczyszyn. W turnieju finałowym sezonu 1951/1952, rozegranym na początku lutego 1952 na własnym obiekcie przy ulicy Jana Tkaczowa Spójnia zdobyła mistrzostwo okręgu. W wyniku reorganizacji klubów sportowych dotychczasowy ZKS „Spójnia” wszedł jako koło terenowe do koła nr 120 przy Powiatowym Związki Gminnych Spółdzielni „Samopomoc Chłopska” (PZGS). W sezonie 1952/1953 treningi prowadził grający zawodnik, a także działacz sportowy Stanisław Dyżewski (1916-1982, ponadto pracownik „Społem” WSS OM w Rzeszowie i działacz muzyczny), zaś w I ataku grali Szyłkiewicz, Łącz, Markowski, natomiast w II ataku Zwierzyński, Trześniowski, Frączek. W styczniu 1953 Spójnia uczestniczyła w mistrzostwach zrzeszenia „Spójnia”, rozgrywanych na lodowisku Torkat w Katowicach (w składzie: Kunisz, Mikusiński (bramkarze), Wójcik, Dyżewski, Olejowski, Frączek (obrońcy), Szyłkiewicz, Łącz, Markowski (I atak), Pająk, Hałuszko, Zwierzyński (II atak) oraz Trześniowski, Kupkowski (rezerwowi), gdzie ulegli ekipie z Łodzi 0:11 i z Gdańska 3:7. Drużyna zakwalifikowała się do turnieju finałowego mistrzostw okręgu, zaplanowanego na dni 20-21 lutego 1953 w Rzeszowie, jednak brak informacji o jego przebiegu. W 1954 zespół zajął trzecie miejsce.
Później, w wyniku zaklasyfikowania do zrzeszenia sportowego, klub działał jako Sparta Rzeszów (ponadto w 1955 doszło do połączenia Ogniwem Rzeszów, posiadającym także sekcję hokeja lodzie). W 1955 Sparta zajęła drugie miejsce w lidze okręgowej rzeszowskiej ulegając Stali Stalowa Wola 1:5.
Drużyna juniorska Sparty w 1955 zdobyła mistrzostwo okręgu rzeszowskiego. Następnie, mając za przeciwników Gwardię Warszawa, Spartę Złotów i Gwardię Wrocław 28 lutego 1955 z drugiego miejsca awansowali do finałów mistrzostw Polski juniorów. W marcu 1955 w Stalinogrodzie na lodowisku Torstal wystąpili w turnieju finałowym ulegając Kolejarzowi Toruń 1:4, Gwardii Stalinogród 3:8 oraz Włókniarzowi Łódź 1:2 i zajmując czwarte miejsce (pod koniec roku 1955 wzmiankując o tym osiągnięciu pisano w prasie, że uzyskali go juniorzy Resovii). W edycji ligowej 1955/1956 występowała drużyna Resovii zasilona zawodnikami Spójni. W tym samym toku juniorska Resovia zwyciężyła w turnieju finałowym o mistrzostwo województwa rzeszowskiego, po czym odpadła w eliminacjach do finałów mistrzostw Polski.
Na lodowisku Spójni, określanym także jako tor lodowy i położonym na kortach przy ulicy Jana Tkaczowa (wcześniej i później ul. Sokoła) za teatrem, w późniejszych latach swoje mecze rozgrywała drużyna Resovii.